# Крупский, Александр Константинович
Александр Константинович Крупский (4 января 1960, Иркутск, РСФСР, СССР) — легкоатлет (прыжок с шестом), который представлял СССР, а потом Россию. В 1982 г. стал чемпионом Европы по лёгкой атлетике, а также завоевал три медали на чемпионате Европы в помещении, троекратный чемпион СССР. Заслуженный мастер спорта СССР (1982).

## Биография
Родился в г. Иркутске. В 1973 г. начал заниматься лёгкой атлетикой.
В 1979 г. — был вице-чемпионом Европы среди юниоров (5,40 м). В 1981 г. — в помещении, в Гренобле, он достиг 5,65 м (на второй месте после француза Тьерри Вигнерона — 5,75 м). В 1981 г. на открытом чемпионате СССР он был вторым после В. Спасова вместе с В. Поляковым.
В 1982 г. — на чемпионате Европы в помещении в Милане он был четвёртым с 5,55 м, после Виктора Спасова с результатом 5,70 м, второе место — у Константина Волкова с 5,65 м, третье место среди участников из СССР. На чемпионате Европы в 1982 г. в Афинах Крупский с результатом 5,60 м он стал чемпионом Европы получив золотую медаль, он был впереди своего соотечественника Владимира Полякова, и болгарина Атанаса Тарева, который также прыгнул 5,60 м. Три раза он стоял на пьедестале Чемпионата Европы (в помещении).
В 1984 г. — бронзовый призёр соревнований Дружба-84. На чемпионате Европы в помещении в Гётеборге Крупский завоевал бронзовую награду с 5,60 м после двух французов Тьерри Вигнерона с результатом 5,85 м и 5,75 м Пьера Хинона.
В 1985 г. — на чемпионате Европы в помещении в Пирее Крупский прыгнул 5,70 м, что было выше, чем у победителя Сергея Бубки, но по решению судей Крупский получил серебряную медаль.
В зале — был участником в 1982 г., 1984 г. и 1985 г. среди советских мастеров. На открытом чемпионате СССР он выиграл только одну медаль.
В данное время он является главой комитета по физической культуре и спорту в Иркутской области.
В 2003 г. опубликовал книгу «Организация управления физической культурой и спортом в Иркутской области» в соавторстве.

## Рекорды
- прыжок с шестом: 5,82 м, 20 августа 1984 г. (г. Будапешт);
- зал: 5,70 м, 16 февраля 1985 г. (г. Кишинёв)